# Séries éliminatoires de la Coupe Stanley 1953
Année précédente Année suivante
Les séries éliminatoires de la Coupe Stanley 1953 font suite à la saison 1952-1953 de la Ligue nationale de hockey. Les Canadiens de Montréal remportent la Coupe Stanley en battant en finale les Bruins de Boston sur le score de 4 matchs à 1.

## Tableau récapitulatif
|  | Demi-finales                              | Demi-finales                           |        |   | Finale de la Coupe Stanley     | Finale de la Coupe Stanley     |
|  | Demi-finales                              | Demi-finales                           |        |   | Finale de la Coupe Stanley     | Finale de la Coupe Stanley     |
|  |                                           |                                        |        |   |                                |                                |
|  | 24, 26, 29, 31 mars, 2 et 5 avril 1953    | 24, 26, 29, 31 mars, 2 et 5 avril 1953 |        |   | 9, 11, 12, 14 et 16 avril 1953 | 9, 11, 12, 14 et 16 avril 1953 |
|  | 24, 26, 29, 31 mars, 2 et 5 avril 1953    | 24, 26, 29, 31 mars, 2 et 5 avril 1953 |        |   | 9, 11, 12, 14 et 16 avril 1953 | 9, 11, 12, 14 et 16 avril 1953 |
|  | Détroit                                   | 2                                      |        |   | 9, 11, 12, 14 et 16 avril 1953 | 9, 11, 12, 14 et 16 avril 1953 |
|  | Détroit                                   | 2                                      |        |   | 9, 11, 12, 14 et 16 avril 1953 | 9, 11, 12, 14 et 16 avril 1953 |
|  | Boston                                    | 4                                      |        |   | 9, 11, 12, 14 et 16 avril 1953 | 9, 11, 12, 14 et 16 avril 1953 |
|  | Boston                                    | 4                                      | Boston | 1 |                                |                                |
|  | 24, 26, 29, 31 mars, 2, 4 et 7 avril 1953 |                                        | Boston | 1 |                                |                                |
|  |                                           | Montréal                               | 4      |   |                                |                                |
|  | Montréal                                  | Montréal                               | 4      | 4 |                                |                                |
|  | Montréal                                  |                                        |        | 4 |                                |                                |
|  | Chicago                                   | 3                                      |        |   |                                |                                |
|  | Chicago                                   | 3                                      |        |   |                                |                                |

## Détails des séries

### Demi-finales

#### Détroit contre Boston
| 24 mars | Red Wings de Détroit | 7-0 (3-0, 1-0, 3-0) | Bruins de Boston | Olympia Stadium |

| Feuille de match | Feuille de match | Feuille de match            | Feuille de match | Feuille de match                                     |
| ---------------- | --- | --------------------------- | ---------------- | ---------------------------------------------------- |
|                  | Pavelich (Kelly, Lindsay) — 2 min 39 s Lindsay (Howe, Pavelich) — 3 min 15 s Pavelich (Kelly, Lindsay) — 9 min 16 s Delvecchio (Prystai) — 28 min 52 s Prystai (Kelly, Delvecchio) — 45 min 51 s Wilson (Delvecchio) — 46 min 57 s Lindsay — 56 min 4 s | 1-0 2-0 3-0 4-0 5-0 6-0 7-0 | - -              | Arbitrage : Bill Chadwick Doug Davies, Sammy Babcock |
| Sawchuk          | Gardiens | Henry                       |                  | Arbitrage : Bill Chadwick Doug Davies, Sammy Babcock |
|                  | |                             |                  | Arbitrage : Bill Chadwick Doug Davies, Sammy Babcock |
|                  | |                             |                  | Arbitrage : Bill Chadwick Doug Davies, Sammy Babcock |

| 26 mars | Red Wings de Détroit | 3-5 (1-2, 0-1, 2-2) | Bruins de Boston | Olympia Stadium 13 357 spectateurs |

| Feuille de match | Feuille de match | Feuille de match                | Feuille de match | Feuille de match                                         |
| ---------------- | --- | ------------------------------- | --- | -------------------------------------------------------- |
|                  | - Howe (Lindsay, Prystai) — 8 min 54 s (SN) - Prystai (Wilson, Delvecchio) — 57 min 38 s Prystai (Woit) — 58 min 8 s | 0-1 1-1 1-2 1-3 1-4 1-5 2-5 3-5 | MacKell (Peirson, Schmidt) — 7 min 56 s - Creighton (Toppazzini, McIntyre) — 14 min 9 s Klukay (Schmidt) — 22 min 10 s Peirson (MacKell) — 50 min 1 s Creighton (Toppazzini, Armstrong) — 52 min 58 s - - | Arbitrage : Jack Mehlenbacher Doug Davies, Sammy Babcock |
| Sawchuk          | Gardiens | Henry                           | | Arbitrage : Jack Mehlenbacher Doug Davies, Sammy Babcock |
|                  | |                                 | | Arbitrage : Jack Mehlenbacher Doug Davies, Sammy Babcock |
| 26               | Tirs | 24                              | | Arbitrage : Jack Mehlenbacher Doug Davies, Sammy Babcock |

| 29 mars | Bruins de Boston | 2-1 (pr) (1-0, 0-1, 0-0, 1-0) | Red Wings de Détroit | Boston Garden 13 909 spectateurs |

| Feuille de match | Feuille de match                                                          | Feuille de match | Feuille de match                         | Feuille de match                                      |
| ---------------- | ------------------------------------------------------------------------- | ---------------- | ---------------------------------------- | ----------------------------------------------------- |
|                  | Sandford (Quackenbush) — 11 min 27 s - McIntyre (Creighton) — 72 min 29 s | 1-0 1-1 2-1      | - Leswick (Kelly, Bonin) — 39 min 54 s - | Arbitrage : Bill Chadwick George Hayes, Bill Morrison |
| Henry            | Gardiens                                                                  | Sawchuk          |                                          | Arbitrage : Bill Chadwick George Hayes, Bill Morrison |
|                  |                                                                           |                  |                                          | Arbitrage : Bill Chadwick George Hayes, Bill Morrison |
|                  |                                                                           |                  |                                          | Arbitrage : Bill Chadwick George Hayes, Bill Morrison |

| 31 mars | Bruins de Boston | 6-2 (2-0, 3-2, 1-0) | Red Wings de Détroit | Boston Garden 13 909 spectateurs |

| Feuille de match | Feuille de match | Feuille de match                | Feuille de match                                                                    | Feuille de match                                      |
| ---------------- | --- | ------------------------------- | ----------------------------------------------------------------------------------- | ----------------------------------------------------- |
|                  | Sandford (MacKell, Peirson) — 2 min 15 s McIntyre (Laycoe, Creighton) — 13 min 12 s Schmidt (Peirson, Chevrefils) — 26 min 5 s (SN) McIntyre (Creighton) — 30 min 37 s Creighton (Toppazzini, McIntyre) — 31 min 22 s - Sandford — 50 min 55 s | 1-0 2-0 3-0 4-0 5-0 5-1 5-2 6-2 | - Prystai (Woit, Wilson) — 34 min 27 s Delvecchio (Prystai, Wilson) — 35 min 48 s - | Arbitrage : Bill Chadwick George Hayes, Bill Morrison |
| Henry            | Gardiens | Sawchuk                         |                                                                                     | Arbitrage : Bill Chadwick George Hayes, Bill Morrison |
|                  | |                                 |                                                                                     | Arbitrage : Bill Chadwick George Hayes, Bill Morrison |
| 32               | Tirs | 40                              |                                                                                     | Arbitrage : Bill Chadwick George Hayes, Bill Morrison |

| 2 avril | Red Wings de Détroit | 6-4 (3-0, 2-1, 1-3) | Bruins de Boston | Olympia Stadium |

| Feuille de match | Feuille de match | Feuille de match                        | Feuille de match | Feuille de match                                |
| ---------------- | --- | --------------------------------------- | --- | ----------------------------------------------- |
|                  | Lindsay (Lindsay, Howe) — 25 s Goldham (Lindsay, Howe) — 56 s Woit (Wilson) — 3 min 45 s Howe — 28 min 47 s - Wilson (Woit, Delvecchio) — 31 min 7 s - Skov (Goldham) — 49 min 54 s - - | 1-0 2-0 3-0 4-0 4-1 5-1 5-2 6-2 6-3 6-4 | - Sandford (Peirson) — 29 min 2 s - Sandford (MacKell) — 41 min 54 s - Schmidt (Godfrey, Klukay) — 51 min 57 s Schmidt (Peirson, Creighton) — 56 min 46 s | Arbitrage : Red Storey Sam Babcock, Doug Davies |
| Sawchuk          | Gardiens | Henry                                   | | Arbitrage : Red Storey Sam Babcock, Doug Davies |
|                  | |                                         | | Arbitrage : Red Storey Sam Babcock, Doug Davies |
| 34               | Tirs | 16                                      | | Arbitrage : Red Storey Sam Babcock, Doug Davies |

| 5 avril | Bruins de Boston | 4-2 (1-0, 1-1, 2-1) | Red Wings de Détroit | Boston Garden 13 909 spectateurs |

| Feuille de match | Feuille de match | Feuille de match        | Feuille de match                                                  | Feuille de match                                      |
| ---------------- | --- | ----------------------- | ----------------------------------------------------------------- | ----------------------------------------------------- |
|                  | Sandford (Peirson, MacKell) — 3 min 41 s (SN) Peirson (Sandford) — 31 min 36 s - MacKell (Sandford) — 51 min 19 s - Labine — 57 min 36 s | 1-0 2-0 2-1 3-1 3-2 4-2 | - Sinclair (Wilson) — 38 min 3 s - Lindsay (Howe) — 53 min 27 s - | Arbitrage : Bill Chadwick Bill Morrison, George Hayes |
| Henry            | Gardiens | Sawchuk                 |                                                                   | Arbitrage : Bill Chadwick Bill Morrison, George Hayes |
|                  | |                         |                                                                   | Arbitrage : Bill Chadwick Bill Morrison, George Hayes |
| 30               | Tirs | 44                      |                                                                   | Arbitrage : Bill Chadwick Bill Morrison, George Hayes |

#### Montréal contre Chicago
| 24 mars | Canadiens de Montréal | 3-1 (0-0, 1-1, 2-0) | Black Hawks de Chicago | Forum de Montréal 13 972 spectateurs |

| Feuille de match | Feuille de match                                                                                            | Feuille de match | Feuille de match                   | Feuille de match                                   |
| ---------------- | --- | ---------------- | ---------------------------------- | -------------------------------------------------- |
|                  | - Geoffrion (Meger) — 34 min 55 s Bouchard (Johnson) — 44 min 29 s Meger (Geoffrion, Johnson) — 57 min 54 s | 0-1 1-1 2-1 3-1  | Couture (Finney) — 33 min 34 s - - | Arbitrage : Red Storey George Hayes, Bill Morrison |
| McNeil           | Gardiens | Rollins          |                                    | Arbitrage : Red Storey George Hayes, Bill Morrison |
|                  | |                  |                                    | Arbitrage : Red Storey George Hayes, Bill Morrison |
| 34               | Tirs | 24               |                                    | Arbitrage : Red Storey George Hayes, Bill Morrison |

| 26 mars | Canadiens de Montréal | 4-3 (1-3, 3-0, 0-0) | Black Hawks de Chicago | Forum de Montréal 14 217 spectateurs |

| Feuille de match | Feuille de match | Feuille de match            | Feuille de match                                                                                          | Feuille de match                                      |
| ---------------- | --- | --------------------------- | --- | ----------------------------------------------------- |
|                  | - Curry (Moore, St-Laurent) — 5 min 17 s - Moore (Geoffrion, Johnson) — 32 min 38 s Geoffrion (Lach, Harvey) — 38 min 8 s Gamble (MacPherson) — 39 min 2 s | 0-1 1-1 1-2 1-3 2-3 3-3 4-3 | McFadden (Peters, Gardner) — 2 min 35 s - Gee (Mosienko) — 5 min 29 s McFadden (Gardner) — 6 min 58 s - - | Arbitrage : Bill Chadwick George Hayes, Bill Morrison |
| McNeil           | Gardiens | Rollins                     | | Arbitrage : Bill Chadwick George Hayes, Bill Morrison |
|                  | |                             | | Arbitrage : Bill Chadwick George Hayes, Bill Morrison |
| 28               | Tirs | 38                          | | Arbitrage : Bill Chadwick George Hayes, Bill Morrison |

| 29 mars | Black Hawks de Chicago | 2-1 (pr) (0-0, 0-1, 1-0, 1-0) | Canadiens de Montréal | Chicago Stadium 16 114 spectateurs |

| Feuille de match | Feuille de match                                                      | Feuille de match | Feuille de match                           | Feuille de match                                       |
| ---------------- | --------------------------------------------------------------------- | ---------------- | ------------------------------------------ | ------------------------------------------------------ |
|                  | - Mosienko (Dewsbury, Lynn) — 58 min 3 s Dewsbury (Gee) — 65 min 18 s | 0-1 1-1 2-1      | Geoffrion (Harvey, Reay) — 34 min 52 s - - | Arbitrage : Jack Mehlenbacher Sam Babcock, Doug Davies |
| Rollins          | Gardiens                                                              | McNeil           |                                            | Arbitrage : Jack Mehlenbacher Sam Babcock, Doug Davies |
|                  |                                                                       |                  |                                            | Arbitrage : Jack Mehlenbacher Sam Babcock, Doug Davies |
|                  |                                                                       |                  |                                            | Arbitrage : Jack Mehlenbacher Sam Babcock, Doug Davies |

| 31 mars | Black Hawks de Chicago | 3-1 (0-1, 1-0, 2-0) | Canadiens de Montréal | Chicago Stadium 16 487 spectateurs |

| Feuille de match | Feuille de match                                                                               | Feuille de match | Feuille de match                                    | Feuille de match                                |
| ---------------- | ---------------------------------------------------------------------------------------------- | ---------------- | --------------------------------------------------- | ----------------------------------------------- |
|                  | - Mosienko (Gadsby) — 22 min 57 s Lynn (Finney) — 52 min 28 s McFadden (Fogolin) — 59 min 56 s | 0-1 1-1 2-1 3-1  | Olmstead (Geoffrion, Harvey) — 11 min 12 s (SN) - - | Arbitrage : Red Storey Sam Babcock, Doug Davies |
| Rollins          | Gardiens                                                                                       | McNeil           |                                                     | Arbitrage : Red Storey Sam Babcock, Doug Davies |
|                  |                                                                                                |                  |                                                     | Arbitrage : Red Storey Sam Babcock, Doug Davies |
| 27               | Tirs                                                                                           | 26               |                                                     | Arbitrage : Red Storey Sam Babcock, Doug Davies |

| 2 avril | Canadiens de Montréal | 2-4 (0-3, 1-1, 1-0) | Black Hawks de Chicago | Forum de Montréal 14 426 spectateurs |

| Feuille de match | Feuille de match                                                          | Feuille de match        | Feuille de match | Feuille de match                                      |
| ---------------- | ------------------------------------------------------------------------- | ----------------------- | --- | ----------------------------------------------------- |
|                  | - Richard (Lach) — 24 min 53 s - Johnson (Meger, Geoffrion) — 54 min 36 s | 0-1 0-2 0-3 1-3 1-4 2-4 | Hucul — 4 min (SN) Mosienko (Gee) — 6 min 59 s Bodnar (Mosienko) — 11 min 26 s - Mortson (Dewsbury) — 38 min 48 s - | Arbitrage : Bill Chadwick Bill Morrison, George Hayes |
| McNeil           | Gardiens                                                                  | Rollins                 | | Arbitrage : Bill Chadwick Bill Morrison, George Hayes |
|                  |                                                                           |                         | | Arbitrage : Bill Chadwick Bill Morrison, George Hayes |
| 26               | Tirs                                                                      | 33                      | | Arbitrage : Bill Chadwick Bill Morrison, George Hayes |

| 4 avril | Black Hawks de Chicago | 0-3 (0-1, 0-2, 0-0) | Canadiens de Montréal | Chicago Stadium 15 894 spectateurs |

| Feuille de match | Feuille de match | Feuille de match | Feuille de match                                                                           | Feuille de match                                |
| ---------------- | ---------------- | ---------------- | ------------------------------------------------------------------------------------------ | ----------------------------------------------- |
|                  | - -              | 0-1 0-2 0-3      | Geoffrion (Moore) — 5 min 59 s Richard — 23 min 22 s Mosdell (MacKay, Davis) — 36 min 50 s | Arbitrage : Red Storey Sam Babcock, Doug Davies |
| Rollins          | Gardiens         | Plante           |                                                                                            | Arbitrage : Red Storey Sam Babcock, Doug Davies |
|                  |                  |                  |                                                                                            | Arbitrage : Red Storey Sam Babcock, Doug Davies |
| 23               | Tirs             | 41               |                                                                                            | Arbitrage : Red Storey Sam Babcock, Doug Davies |

| 7 avril | Canadiens de Montréal | 4-1 (1-0, 1-1, 2-0) | Black Hawks de Chicago | Forum de Montréal 14 406 spectateurs |

| Feuille de match | Feuille de match | Feuille de match    | Feuille de match                       | Feuille de match                                      |
| ---------------- | --- | ------------------- | -------------------------------------- | ----------------------------------------------------- |
|                  | Geoffrion (Lach, Olmstead) — 1 min 35 s (SN) - Mazur — 35 min 36 s Richard (Mazur, Lach) — 44 min 51 s Mazur (Lach) — 53 min 55 s | 1-0 1-1 2-1 3-1 4-1 | - Mosienko (Mortson) — 34 min 15 s - - | Arbitrage : Bill Chadwick Bill Morrison, George Hayes |
| Plante           | Gardiens | Rollins             |                                        | Arbitrage : Bill Chadwick Bill Morrison, George Hayes |
|                  | |                     |                                        | Arbitrage : Bill Chadwick Bill Morrison, George Hayes |
| 41               | Tirs | 33                  |                                        | Arbitrage : Bill Chadwick Bill Morrison, George Hayes |

### Finale
| 9 avril | Canadiens de Montréal | 4-2 (1-1, 2-0, 1-1) | Bruins de Boston | Forum de Montréal |

| Feuille de match | Feuille de match | Feuille de match        | Feuille de match                                                                           | Feuille de match                                   |
| ---------------- | --- | ----------------------- | ------------------------------------------------------------------------------------------ | -------------------------------------------------- |
|                  | - Moore — 13 min 43 s Mosdell (Mazur) — 22 min 37 s Curry (MacKay, St-Laurent) — 36 min 5 s - Richard (Mosdell) — 51 min 12 s | 0-1 1-1 2-1 3-1 3-2 4-2 | Armstrong (MacKell, Laycoe) — 2 min 8 s (SN) - Peirson (MacKell, Sandford) — 50 min 11 s - | Arbitrage : Bill Chadwick Doug Davies, Sam Babcock |
| Plante           | Gardiens | Henry                   |                                                                                            | Arbitrage : Bill Chadwick Doug Davies, Sam Babcock |
|                  | |                         |                                                                                            | Arbitrage : Bill Chadwick Doug Davies, Sam Babcock |
| 37               | Tirs | 20                      |                                                                                            | Arbitrage : Bill Chadwick Doug Davies, Sam Babcock |

| 11 avril | Canadiens de Montréal | 1-4 (0-2, 1-1, 0-1) | Bruins de Boston | Forum de Montréal |

| Feuille de match | Feuille de match                             | Feuille de match                    | Feuille de match | Feuille de match                                   |
| ---------------- | -------------------------------------------- | ----------------------------------- | --- | -------------------------------------------------- |
|                  | - Olmstead (Curry, Harvey) — 41 min 36 s - - | 0-1 0-2 1-2 1-3 1-4                 | Labine (Quackenbush) — 3 min 53 s Sandford (Klukay, Chevrefils) — 18 min 13 s - Sandford (MacKell) — 47 min 26 s Schmidt (Dumart, Martin) — 55 min 13 s | Arbitrage : Red Storey George Hayes, Bill Morrison |
| Plante           | Gardiens                                     | J. Henry (17 min) G. Henry (43 min) | | Arbitrage : Red Storey George Hayes, Bill Morrison |
|                  |                                              |                                     | | Arbitrage : Red Storey George Hayes, Bill Morrison |
| 34               | Tirs                                         | 23                                  | | Arbitrage : Red Storey George Hayes, Bill Morrison |

| 12 avril | Bruins de Boston | 0-3 (0-1, 0-1, 0-1) | Canadiens de Montréal | Boston Garden 13 909 spectateurs |

| Feuille de match | Feuille de match | Feuille de match | Feuille de match                                                                            | Feuille de match                                    |
| ---------------- | ---------------- | ---------------- | ------------------------------------------------------------------------------------------- | --------------------------------------------------- |
|                  | - -              | 0-1 0-2 0-3      | Johnson (Mosdell) — 11 min 53 s (SN) Masnick — 26 min 30 s Masnick (Bouchard) — 51 min 27 s | Arbitrage : Bill Chadwick George Hayes, Sam Babcock |
| G. Henry         | Gardiens         | McNeil           |                                                                                             | Arbitrage : Bill Chadwick George Hayes, Sam Babcock |
|                  |                  |                  |                                                                                             | Arbitrage : Bill Chadwick George Hayes, Sam Babcock |
| 31               | Tirs             | 22               |                                                                                             | Arbitrage : Bill Chadwick George Hayes, Sam Babcock |

| 14 avril | Bruins de Boston | 3-7 (1-3, 0-1, 2-3) | Canadiens de Montréal | Boston Garden 13 909 spectateurs |

| Feuille de match | Feuille de match                                                                                           | Feuille de match                        | Feuille de match | Feuille de match                                  |
| ---------------- | --- | --------------------------------------- | --- | ------------------------------------------------- |
|                  | - Creighton (Dumart) — 19 min 29 s - Schmidt (Labine) — 47 min 28 s McIntyre (Creighton) — 56 min 25 s - - | 0-1 0-2 0-3 1-3 1-4 1-5 2-5 3-5 3-6 3-7 | Davis (St-Laurent, MacKay) — 1 min 39 s Richard (Harvey) — 10 min 58 s Moore — 16 min 40 s - Geoffrion — 33 min 55 s (SN) Richard — 45 min 32 s - MacKay — 57 min 59 s Richard (Lach, Olmstead) — 58 min 27 s | Arbitrage : Red Storey Bill Morrison, Sam Babcock |
| G. Henry         | Gardiens                                                                                                   | McNeil                                  | | Arbitrage : Red Storey Bill Morrison, Sam Babcock |
|                  | |                                         | | Arbitrage : Red Storey Bill Morrison, Sam Babcock |
| 21               | Tirs | 26                                      | | Arbitrage : Red Storey Bill Morrison, Sam Babcock |

| 16 avril | Canadiens de Montréal | 1-0 (pr) (0-0, 0-0, 0-0, 1-0) | Bruins de Boston | Forum de Montréal |

| Feuille de match | Feuille de match             | Feuille de match | Feuille de match | Feuille de match                                      |
| ---------------- | ---------------------------- | ---------------- | ---------------- | ----------------------------------------------------- |
|                  | Lach (Richard) — 61 min 22 s | 1-0              | -                | Arbitrage : Bill Chadwick George Hayes, Bill Morrison |
| McNeil           | Gardiens                     | G. Henry         |                  | Arbitrage : Bill Chadwick George Hayes, Bill Morrison |
|                  |                              |                  |                  | Arbitrage : Bill Chadwick George Hayes, Bill Morrison |
| 26               | Tirs                         | 21               |                  | Arbitrage : Bill Chadwick George Hayes, Bill Morrison |

## Effectif champion
L'effectif des Canadiens de Montréal sacré champion est le suivant : 
- Joueurs : Doug Anderson, Émile Bouchard (capitaine), Floyd Curry, Lorne Davis, Dick Gamble, Bernard Geoffrion, Doug Harvey, Tom Johnson, Elmer Lach, Calum MacKay, Bud MacPherson, Paul Masnick, Eddie Mazur, John McCormack, Gerry McNeil, Paul Meger, Dickie Moore, Ken Mosdell, Bert Olmstead, Jacques Plante, Billy Reay, Maurice Richard et Dollard St-Laurent
- Dirigeants : Donat Raymond (président), Frank J. Selke (directeur général) et Dick Irvin (entraîneur)